# Dedé Santana
Manfried Sant'Anna OMC, mais conhecido como Dedé Santana (Niterói, 29 de abril de 1936), é um ator, humorista, apresentador, roteirista e cineasta brasileiro. Considerado o maior "escada" do humor brasileiro, teve sua carreira marcada pela parceria com Renato Aragão, com quem idealizou o grupo humorístico Os Trapalhões. Além de atuar, Dedé também dirigiu e escreveu diversos filmes do grupo.
De família circense, Dedé iniciou a carreira nos palcos ainda criança, passando posteriormente a atuar como palhaço, acrobata e trapezista. Após iniciar a carreira profissional no teatro e no cinema, foi trabalhar na TV Tupi, formando ao lado do irmão Dino Santana a dupla cômica Maloca e Bonitão, com quem estrelou três filmes e um programa de televisão. Em 1964, conhece Aragão, formando uma das maiores duplas de comédia do Brasil, Didi & Dedé, e atuando em uma série de filmes e programas humorísticos como Os Adoráveis Trapalhões, Praça da Alegria, A Cidade Se Diverte e Os Insociáveis, até, a partir da década de 1970, formarem definitivamente o quarteto humorístico Os Trapalhões ao lado de Mussum e Zacarias. Inicialmente na Tupi, o grupo transferiu-se para a Rede Globo no ano de 1977, tornando-se uma das maiores audiências da emissora durante três décadas, até o fim definitivo do grupo em 1995.
Posteriormente, Dedé fez participações em vários programas de diversas emissoras, até ingressar no humorístico
A Praça é Nossa, com o quadro "Comando Maluco",  interpretando o general Dedé/Berinjela, que fez sucesso entre o público e rendeu um programa próprio ao humorista, Dedé e o Comando Maluco (2005–2008), transmitido pelo SBT e que conquistou uma grande legião de fãs. Após o fim do programa em 2008, Dedé retorna à Globo e retoma sua parceria com Aragão, atuando em vários projetos, como os humorísticos A Turma do Didi (2008–10) e Aventuras do Didi (2010–13) e o filme Os Saltimbancos Trapalhões: Rumo a Hollywood (2017). Paralelamente, participou de outros projetos como os filmes O Shaolin do Sertão (2016) e Antes que Eu me Esqueça (2018) e voltou a atuar nos palcos, apresentando-se e produzindo espetáculos circenses por todo o Brasil, entre eles uma parceria com Maurício de Sousa na criação do espetáculo Circo da Turma da Mônica.

## Biografia
Oriundo de uma família de artistas circenses e ciganos, Dedé nasceu em São Gonçalo no dia 29 de abril de 1936, filho de Oscar Santana, o "Palhaço Picolino", e da contorcionista Ondina Santana. Segundo o próprio, seu nome de batismo, Manfried, foi uma homenagem de seus pais a um alemão que doou sangue para sua mãe pouco antes do seu nascimento. Como seu irmão caçula, Dino, não conseguia pronunciar seu nome, ganhou dele o apelido "Dedé".
Estreou em seu primeiro espetáculo com apenas três meses de vida, atuando ao lado sua mãe na peça A Cabana do Pai Tomás. Nos picadeiros, Dedé fez de tudo, tendo atuado como palhaço, acrobata, trapezista, domador de elefantes e chegando até a estrelar o "Globo da morte". Nesta fase, chegou a interpretar o palhaço Arrelia no próprio circo do palhaço, que ocupava-se gravando seu programa, o Circo do Arrelia.
Chegou a trabalhar numa confecção pela manhã e interpretava Arrelia na matinê à noite. Com habilidade para fazer o público rir, certa vez chegou atrasado para o espetáculo e esqueceu de pintar o rosto, levando o público ao delírio e ganhando a alcunha de "Palhaço de Cara Limpa". Dedé também chegou a trabalhar como engraxate, verdureiro, ajudante de mecânico, além de ter estudado contabilidade.
Era sobrinho do falecido ator e comediante Colé Santana.

## Carreira
O início da carreira artística foi extremamente difícil para Dedé. Quando jovem, mudou-se para a cidade do Rio de Janeiro tentar a sorte no cinema, chegando a passar fome em vários momentos.
Ficou aproximadamente seis meses dormindo nas calçadas de Copacabana durante o dia, e andando à noite para que a policia não o prendesse. Suportou essas privações, pelo simples fato de não querer voltar para a casa derrotado. Como não conseguia entrar para o cinema, acabou por aceitar um emprego de faxineiro em um teatro.
Na primeira oportunidade, passou a trabalhar como contrarregra. Certo dia, o ator principal de uma peça faltou e não havia ninguém para substituí-lo. Como havia comentado no teatro que já havia trabalhado em circo, o diretor propôs a ele que tentasse interpretar o personagem.
Em decorrência de seu talento, sua atuação foi considerada excelente, tornando-o ator fixo da peça. O espetáculo fez um enorme sucesso e foi agraciado com o prêmio de "Melhor Comediante de Teatro" em 1961. Nesse mesmo ano, iniciou sua carreira cinematográfica no filme Rio à Noite.
A convite do comediante Arnaud Rodrigues, resolveu entrar para a televisão, mais precisamente na extinta Tupi. Formou, com o ator e irmão Dino Santana, a dupla Maloca e Bonitão. No filme Na Onda do Iê-iê-iê, de 1966, já na companhia de Renato Aragão, Dedé e Didi vão à delegacia para salvar o personagem César Silva, vivido pelo cantor Silvio César, que estava preso injustamente e tinha que sair da cadeia para participar de um festival, o guarda reconheceu Dedé perguntando: "Você não é o Maloca da televisão? Me conta uma piada!", então Dedé ficou entretendo o guarda para que Didi abrisse o cadeado da prisão para a fuga do personagem César Silva.

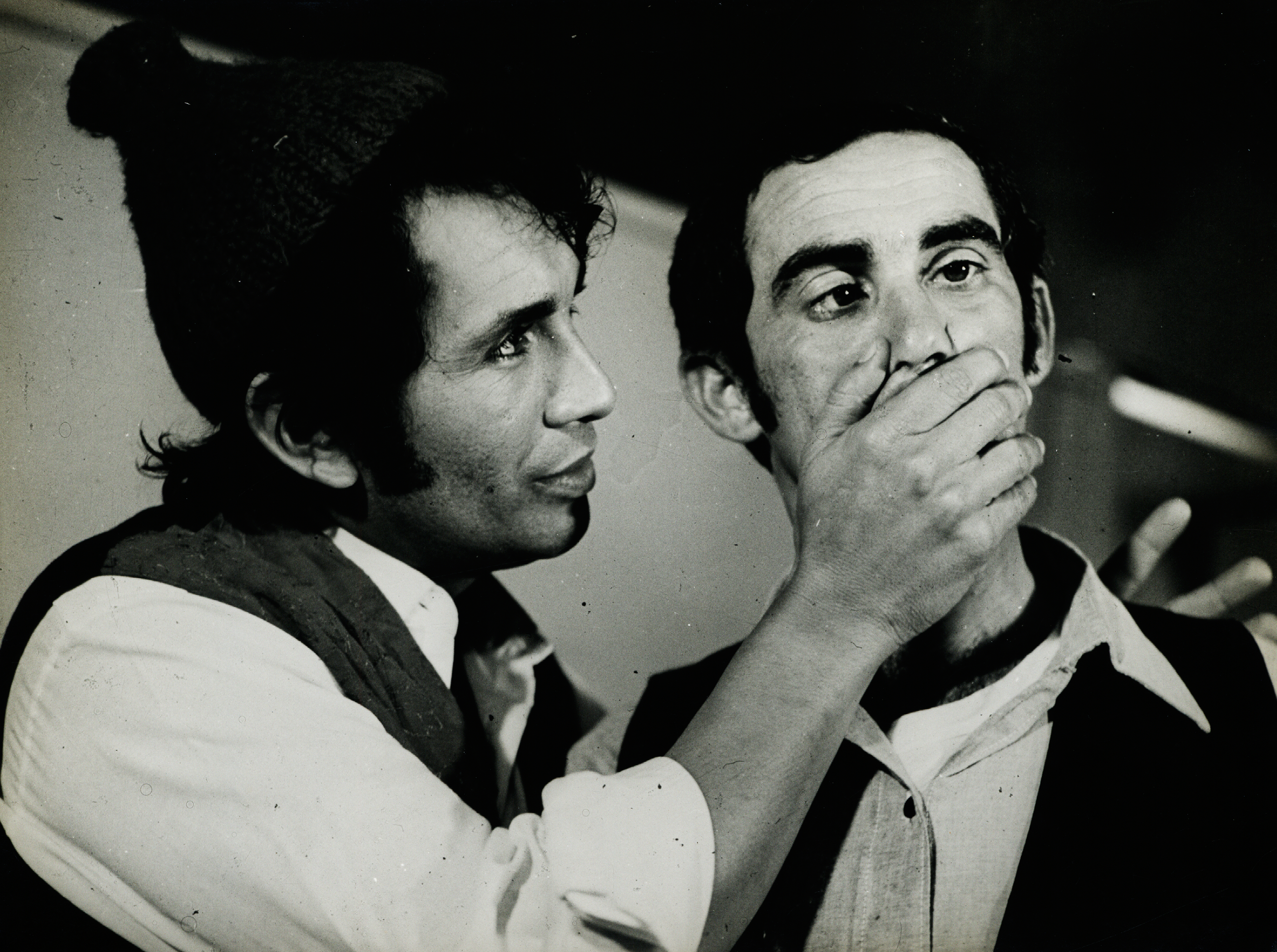
Dedé Santana e Renato Aragão em cena no filme Ali Babá e os Quarenta Ladrões, 1972. Arquivo Nacional.

Foi com Renato Aragão, na Excelsior, que iniciou o grupo de comediantes e humoristas que lhe viria a dar fama, Os Trapalhões. Como Dedé é de formação circense, ensinou muitas piruetas e movimentos de circo a Didi na época que eram uma dupla.
Ao lado de Mussum, Didi e Zacarias e de diversos artistas do elenco da Globo, como Roberto Guilherme, Tião Macalé e Carlos Kurt, participou de várias edições do Criança Esperança, de 1986 até 1996. Criado em 1986, foi ao ar exibido ao vivo direto do antigo Teatro Fênix, durante o especial que comemorou os 20 anos d'Os Trapalhões, em 28 de dezembro de 1986, na Rede Globo. Também comemorou os 25 anos de Os Trapalhões com Mussum e os 30 anos de Os Trapalhões com Didi no Criança Esperança.
Com a perda dos amigos e parceiros Zacarias, morto em 1990, e Mussum, em 1994, a Rede Globo deixou de produzir episódios inéditos de "Os Trapalhões" e, em 1995, Dedé e Didi são contratados pela SIC, de Portugal, e levam a magia trapalhônica ao velho continente com o programa Os Trapalhões em Portugal. O programa ficou no ar por 4 anos, encerrando as atividades em 1998. Em 1999, foi escalado para ser um dos professores do programa humorístico Escolinha do Barulho da Rede Record.
Em 2004, após uma longa separação e diversos desentendimentos (alguns devido a declarações que dava em entrevistas à imprensa), se reconciliou com o parceiro Renato Aragão em uma participação no programa Criança Esperança daquele ano, exibido pela Rede Globo.
Em 2005, voltou à televisão com o programa Dedé e o Comando Maluco, em associação com o empresário e comediante Beto Carrero, transmitido pelo SBT. O programa chegou a ser exibido no mesmo horário do programa A Turma do Didi e de acordo com o Ibope, o programa no SBT chegou a vencer A Turma do Didi em algumas ocasiões. Dedé e o Comando Maluco foi cancelado após o falecimento de Beto Carrero, em fevereiro de 2008.
Depois de ter ficado 14 anos afastado da Rede Globo e após diversas negociações, em junho de 2008 voltou a trabalhar com Renato Aragão, e o retorno deu-se no programa humorístico A Turma do Didi, onde foi recebido com muita festa por toda a equipe do programa, com a música "No Mundo da Lua", de autoria de Michael Sullivan e Paulo Massadas.
Também voltou ao programa Criança Esperança em 2008, ao lado Renato e do elenco de A Turma do Didi, cantando as músicas "No Mundo da Lua" e "Um Cientista Maluco". Também fez parte do elenco do programa Aventuras do Didi, na Rede Globo.
Em abril de 2011 foi homenageado em seu 75º aniversário, no "Circovolante - 3° Encontro de Palhaços", realizado em Mariana, Minas Gerais, e em julho de 2011, inaugurou o Circo do Dedé Santana.
Em abril de 2018, fez uma parceria com a Maurício de Sousa Produções para criar o circo da Turma da Mônica, O humorista já havia trabalhado com Maurício de Sousa nos filmes Os Trapalhões no Reino da Fantasia (1985) e Os Trapalhões no Rabo do Cometa (1986).

## Vida pessoal

### Relacionamentos
Em 1958, Dedé conheceu sua primeira esposa, a atriz Ana Rosa, com quem se casou e teve um filho Maurício, que morreu de leucemia em 1961. A tragédia abalou a vida do casal, que se separou por alguns meses, porém se reconciliaram e tiveram uma filha, Maria Leone, nascida em abril de 1962. Quando Maria ainda era pequena, Dedé e Ana resolveram se separar definitivamente em termos amigáveis.
Em 1964, casou-se com Aimée Iório, filha do casal de atores Adélia e Átila Iório, com quem teve quatro filhos: Áttila, Aiede, Aiesca e Aimee Santana. O casal se divorciou em 1981.
Entre 1986 a 1988, Dedé viveu em união estável com a atriz e modelo Susana Mattos, com quem contracenou no filme O Casamento dos Trapalhões (1988).
Em 1989, conheceu a gaúcha Christiane Bublitz, a primeira rainha da Oktoberfest de Santa Cruz do Sul no ano de 1984. Com ela, teve mais três filhos: Marcos, Daynara e Yasmim Sant'Anna, que seguiu os passos da pai na arte.

### Problemas de saúde, religião eDedé de Deus
"Eu tinha fama, dinheiro, carrões, mas eu era uma pessoa triste, vazia e sem alegria de viver. Quando eu dizia isso aos outros, ninguém acreditava. Um homem que fazia tantos rirem era infeliz"— Testemunho de Dedé em seu LP Dedé de Deus (1994).
Na década de 1990, Dedé, que estava acima do peso, enfrentou uma série de problemas cardíacos, que o fizeram passar dias internado. Segundo ele mesmo conta em seu testemunho, "Eu estava muito mal: artérias entupidas, pulmão congestionado, água na pleura. Os enfermeiros começaram a telefonar, chamar os médicos e comecei a me preocupar". Após a visita de um grupo evangélico que orou fervorosamente pela sua recuperação, Dedé teve uma melhora súbita em seu quadro, algo que, segundo ele, surpreendeu os próprios médicos.
Durante um evento na ADHONEP, Dedé relatou que foi tocado por uma pregação de Mattos Nascimento, e a partir daquele dia decidiu se converter, tornando-se integrante da Igreja Pentecostal Assembleia de Deus. Ainda em seu testemunho, chegou à revelar que foi a cartomantes, grupos kardecistas e até em terreiros de macumba.
Em 1994, gravou, junto com seu filho, o músico e pastor Áttila Santana, o disco Dedé de Deus, apelido que ganhou entre os membros da igreja na época. No ano seguinte lança o livro homônimo, no qual revela sua experiência com a fé e religião.
"Desde aquele dia eu senti que não poderia mais viver sem Jesus. Hoje sou feliz. Antes eu era o mais mal humorado dos Trapalhões, só vivia resmungando. Hoje eu não tenho medo de nada— Testemunho de Dedé em seu LP Dedé de Deus (1994).

## O Trapalhão Dedé
Dedé ficou marcado como o mais sério dos "Trapalhões" (fato que ele mesmo admite em entrevistas sobre o seu personagem), por ser ele o que agia de maneira mais normal, talvez para que o personagem se diferenciasse um pouco dos seus três amigos exageradamente hilários. Por ser o mais inteligente, agia como o cérebro do grupo. Sempre tentava corrigir as trapalhadas de seus companheiros e se mostrava o mais impaciente e o mais facilmente aborrecível, mas não era difícil vê-lo metido em situações bastante cômicas. Sua masculinidade era constantemente questionada e ironizada por Didi.

## Filmografia

### Televisão
| Ano     | Título                          | Papel                     | Notas                                                                 |
| ------- | ------------------------------- | ------------------------- | --------------------------------------------------------------------- |
| 1960–61 | Dedé e Dino                     | Dedé                      |                                                                       |
| 1964–65 | Didi e Dedé                     | Dedé                      |                                                                       |
| 1965–66 | Maloca e Bonitão                | Maloca                    |                                                                       |
| 1967–68 | Os Adoráveis Trapalhões         | Dedé                      |                                                                       |
| 1969–71 | Praça da Alegria                | Dedé                      |                                                                       |
| 1971–73 | Os Insociáveis                  | Dedé                      |                                                                       |
| 1973    | Meu Adorável Mendigo            | Totó                      |                                                                       |
| 1973–95 | Os Trapalhões                   | Dedé e vários personagens |                                                                       |
| 1979    | Roberto Carlos Especial         | Ele mesmo                 | Especial de fim de ano                                                |
| 1986–96 | Criança Esperança               | Apresentador              |                                                                       |
| 1985    | Armação Ilimitada               | Enfermeiro                | Episódio: "Nas Malhas da Rede"                                        |
| 1987    | Viva o Gordo                    | Dedé                      | Episódio: "7 de julho"                                                |
| 1991    | O Dono do Mundo                 | Ele mesmo                 | Episódio: "27 de julho"                                               |
| 1991    | Escolinha do Professor Raimundo | Professor Dedé            | Especial: "25 Anos de Trapalhões"                                     |
| 1995    | TV Colosso Especial             | Dedé                      | Telefilme                                                             |
| 1995–98 | Os Trapalhões em Portugal       | Dedé e vários personagens |                                                                       |
| 1996    | Chico Total                     | Dedé                      | Episódio: "10 de agosto"                                              |
| 1996    | Você Decide                     | Apresentador              | Especial de fim de ano                                                |
| 1997    | Domingo Total                   | Dedé                      | Bloco: "Festa do Mallandro"                                           |
| 1999    | A Turma do Pererê               | Motorista de ônibus       | Episódio: "Ovos de Páscoa"                                            |
| 1999    | Escolinha do Barulho            | Professor Dedé            |                                                                       |
| 2000–02 | Zorra Total                     | Vários personagens        |                                                                       |
| 2001    | Escolinha do Professor Raimundo | Seu Dedé                  |                                                                       |
| 2004    | Criança Esperança               | Dedé                      |                                                                       |
| 2004–06 | A Praça É Nossa                 | General Dedé / Berinjela  |                                                                       |
| 2005–08 | Dedé e o Comando Maluco         | General Dedé              |                                                                       |
| 2008–10 | A Turma do Didi                 | Dedé e vários personagens |                                                                       |
| 2008–11 | Criança Esperança               | Apresentador              | Participações                                                         |
| 2010–13 | Aventuras do Didi               | Dedé e vários personagens |                                                                       |
| 2013    | Didi, o Peregrino               | Dedé                      | Especial de fim de ano                                                |
| 2014    | Didi e o Segredo dos Anjos      | Gonzales                  | Especial de fim de ano                                                |
| 2015    | #PartiuShopping                 | Leobino Sanfona           | Episódio: "O Fiscal Geral"                                            |
| 2017    | Os Trapalhões                   | Dedé e vários personagens |                                                                       |
| 2018    | Treme Treme                     | Alan Dedelon              | Episódio: "6 de junho" Episódio: "21 de junho" Episódio: "9 de julho" |
| 2021–23 | A Praça É Nossa                 | Dedé                      | Participações                                                         |
| 2024    | Cazalbé, O Herdeiro da Graça    | Ele mesmo                 | Série documental                                                      |
| 2025    | Tributo                         | Ele mesmo                 | Episódio: "Renato Aragão"                                             |
| 2025    | Show 60 Anos                    | Dedé                      | Homenagem aos 60 anos da Rede Globo                                   |

### Cinema
| Ano  | Título                                 | Papel                   | Notas                                                                                         | Ref.          |
| ---- | -------------------------------------- | ----------------------- | --------------------------------------------------------------------------------------------- | ------------- |
| 1962 | Rio à Noite                            | Ele mesmo               | Documentário                                                                                  | [ 23 ]        |
| 1964 | Lana - Königin der Amazonen            | Batista (não creditado) | Produção alemã filmada no Brasil, lançado em português com o título Lana, Rainha das Amazonas | [ 24 ]        |
| 1967 | A Espiã Que Entrou em Fria             | Ecumenico               |                                                                                               | [ 25 ]        |
| 1969 | 2000 Anos de Confusão                  | Maloca                  | Também divide os créditos de argumento e produtor associado                                   |               |
| 1969 | Deu a Louca no Cangaço                 | Maloca                  |                                                                                               |               |
| 1969 | Os Irmãos Sem Coragem                  | Maloca                  | Também conhecido como Os Desempregados                                                        |               |
| 1970 | Se Meu Dólar Falsse                    | Gerente do banco        | Participação ao lado do irmão Dino Santana                                                    |               |
| 1973 | Sob o Domínio do Sexo                  |                         |                                                                                               |               |
| 1986 | As Sete Vampiras                       | Faxineiro               |                                                                                               |               |
| 2005 | Dudu, o Vampirinho Trapalhão           | Dedé                    | Participação especial                                                                         | [ 26 ]        |
| 2006 | Dudu, o Turista Trapalhão              | Dedé                    | Participação especial                                                                         | [ 26 ]        |
| 2006 | Dedé de Deus: O Trapalhão Feliz        | Ele mesmo               | Documentário com a participação de seu filho Átila Santana                                    | [ 26 ]        |
| 2011 | Meu Pai é Figurante                    | Jacinto                 |                                                                                               |               |
| 2016 | O Shaolin do Sertão                    | Seu Zé                  |                                                                                               | [ 27 ]        |
| 2018 | A Repartição do Tempo                  | Almeida                 |                                                                                               | [ 28 ] [ 29 ] |
| 2018 | Antes que Eu me Esqueça                | Gregório                |                                                                                               | [ 30 ]        |
| 2019 | Pura Ficção                            | Senhor cego             |                                                                                               |               |
| 2021 | Muleque Té Doido 4 – Morreu Maria Preá |                         |                                                                                               | [ 31 ]        |

## Teatro
| Ano           | Título                                                    |
| ------------- | --------------------------------------------------------- |
| 1955–1956     | Very Good Carnaval                                        |
| 1963          | A Panela Tá Fervendo                                      |
| 2014          | Os Saltimbancos Trapalhões: O Musical                     |
| 2017          | A Última Vida de um Gato                                  |
| 2018–presente | Palhaços                                                  |
| 2018          | Circo da Turma da Mônica - O Primeiro Circo do Novo Mundo |

## Discografia

### Solo
LP
- 1994 — Dedé de Deus